# Danny Gorrer
(en) Statistiques sur pro-football-reference
Danny Gorrer Jr (né le 6 janvier 1986 à Port Arthur) est un joueur américain de football américain. Il joue actuellement avec les Buccaneers de Tampa Bay.

## Carrière

### Université
Gorrer étudie à l'université A&M du Texas et joue pour l'équipe de football américain des Aggies.

### Professionnel
Danny Gorrer n'est sélectionné par aucune équipe lors du draft de la NFL de 2009. Il signe comme agent libre non-drafté en 2009 avec les Saints de la Nouvelle-Orléans. Il signe, durant la saison 2009, avec les Rams de Saint-Louis et fait ses débuts en NFL, jouant trois matchs dont un comme titulaire; il dévie une passe et fait quatre tacles. Il est libéré ensuite par les Rams.
En juin 2010, il revient chez les Saints avant d'être libéré le 24 août lors de la pré-saison. Le 23 septembre 2010, il signe avec l'équipe d'entraînement des Ravens de Baltimore; il est libéré le 7 octobre mais revient le 8 décembre. Le 17 septembre 2011, il est promu en équipe active. Au début de la saison 2012, il rejoint les Seahawks de Seattle, avant de rejoindre les Buccaneers de Tampa Bay le 31 octobre de la même année.

## Palmarès
Néant